# Euphorbia canuti
Euphorbia canuti är en törelväxtart som beskrevs av Filippo Parlatore. Euphorbia canuti ingår i släktet törlar, och familjen törelväxter. Inga underarter finns listade i Catalogue of Life.